# 上神主・茂原官衙遺跡
上神主・茂原官衙遺跡（かみこうぬし・もばらかんがいせき）は、栃木県宇都宮市茂原町・河内郡上三川町（かみのかわまち）上神主にある官衙遺跡。国の史跡に指定され、出土刻書瓦は国の重要文化財に指定されている。

## 位置
本遺跡は、宇都宮市街地の南方、河内郡上三川町大字上神主字富士山台と宇都宮市茂原町字江面にまたがって位置し、遺跡内を市町境が通っている。遺跡の所在地は、大局的にみれば、東の田川と西の姿川に挟まれた、南北に長い宇都宮・祇園原台地上に位置するが、より細かくみれば、前述の台地の東に接する神主台地という独立台地上にある。神主台地は南北4キロ、東西1キロほどの規模で、東は田川低地であり、西は田川の旧河道によって宇都宮・祇園原台地と区切られている。遺跡は神主台地の北寄りに位置し、標高82から83メートル、東の田川低地との比高は8メートルほどである。
本遺跡近隣に所在する奈良時代の官衙遺跡としては、西0.8キロのところにある西下谷田遺跡と、南南西3.5キロにある多功遺跡がある。前者は官衙か豪族の居館とみられ、後者は20数棟の倉庫を有した、河内郡衙の正倉跡とみられる遺跡であり、本遺跡との関連で重要である。

## 調査の経緯
本遺跡は、奈良時代の人名文字瓦を出土することで古くから著名で、かつては長らく寺院跡とみなされ、「上神主廃寺」または「茂原廃寺」と呼ばれていた。1907年、和田千吉が「考古学会」で本遺跡出土の人名瓦の紹介をしたのが、本遺跡が公にされた古い例である。その後、20世紀末まで本遺跡の全体的な調査は実施されず、遺跡の性格は不明のままであったが、1995年に上三川町が本格的調査を開始した。1997年からは遺跡の一部が所在する宇都宮市も調査に加わり、1市1町の共同調査となった。調査は2002年まで14次にわたって実施されたが、その結果、遺跡の規模や性格が明確となった。遺跡地は農地であり、大規模開発がされていなかったため、遺構の残存状況は良好であった。
前述の人名瓦は、調査報告書で「SB01」と呼ばれている、遺跡内で唯一の瓦葺礎石建物跡の周囲から出土していた。しかし、この建物は総柱式（建物の外周だけでなく、内部にも密に柱を立てる、倉庫などに用いられる形式）であり、寺院建築ではないことが判明した。また、政庁跡とみられる、大型掘立柱建物群跡も検出され、本遺跡は寺院ではなく官衙遺跡であることが明らかとなった。
計14次の調査で明らかになった遺跡の規模と性格は以下のとおりである。遺跡の西限と南限は外郭溝で区画されていた。遺跡の東は台地の端が境をなしていた。北限は未確認であるが、遺跡全体の規模は東西250メートル、南北390メートルに及ぶ。遺跡内では多数の掘立柱建物跡が検出されたが、建物群の配置や形式などから、遺跡内は「政庁域」「正倉域」「北方建物跡群」の3つのエリアに分けて考えられている。
なお、発掘調査は2006年度から2013年度にかけて引き続き実施され、多くの新知見があったが、遺跡北端についてはなお未確認である。

## 遺構

### 政庁域

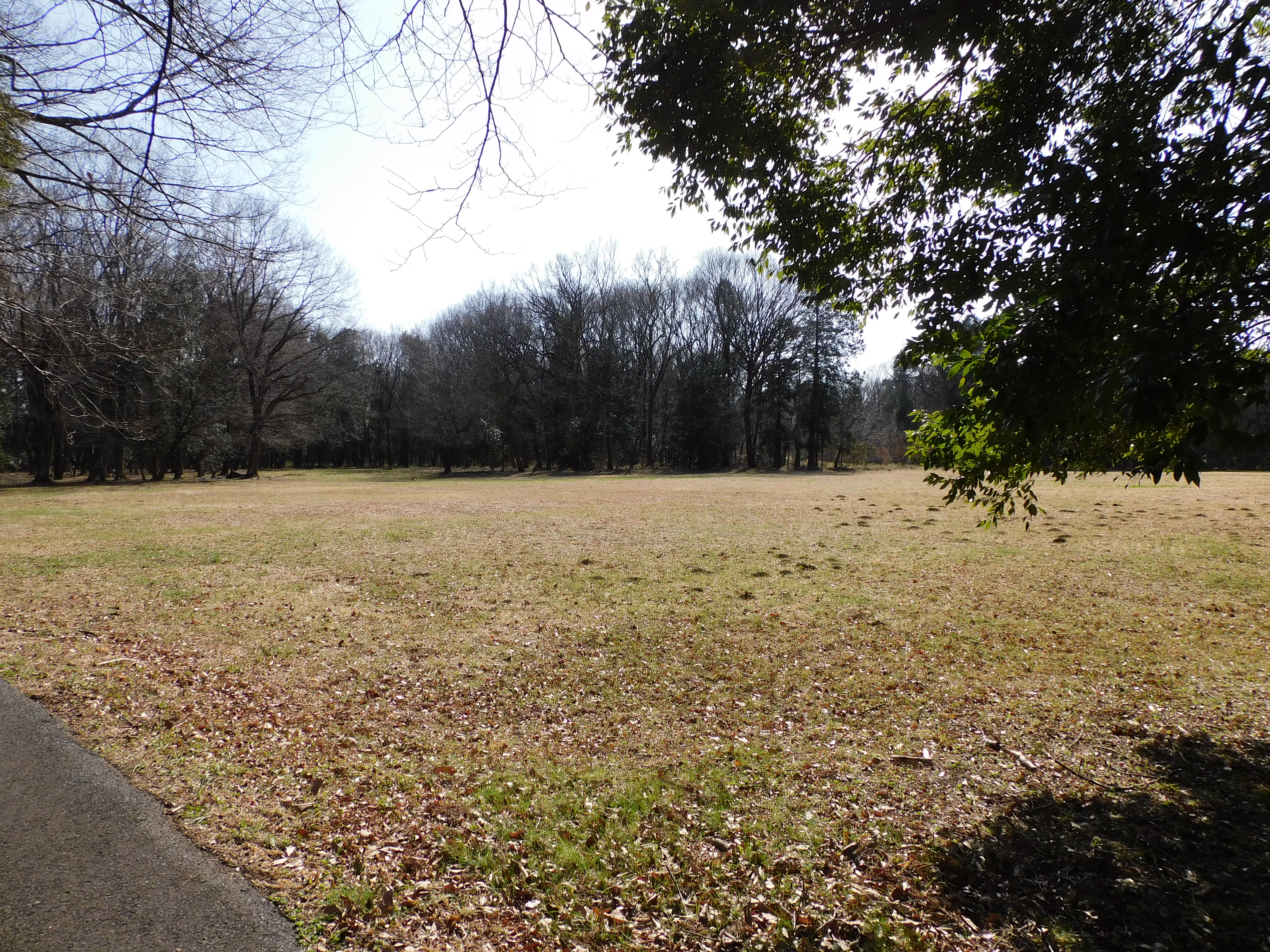
政庁跡（上三川町側）

遺跡の中央部に位置する政庁域には、「コ」の字形に配列された大型掘立柱建物跡がある。政庁域の周囲には明確な区画がないが、おおよそ東西110メートル、南北95メートルが政庁域の範囲とみられる。政庁の正殿とみなされる東西棟の建物は、一度建て直されている。先に建てられた建物(SB90)は、柱間が桁行5間×梁間2間（実長は17.1×6.2メートル）の身舎の南面に1間幅の庇を設けた建物だった（庇の出は2.4メートル）。建て直された建物(SB91)は一回り規模が大きく、桁行6間×梁間3間、実長は21.1×10.0メートルであった。正殿の手前左右には東脇殿、西脇殿とみなされる南北棟の建物が建ち、正殿とともに「コ」の字形に配置されていた。東脇殿は一部遺構が失われており、全容は不明であるが、推定規模は桁行10間×梁間2間（実長は36.8×4.4メートル）である。対称位置に建つ西脇殿は一度建て直されており、桁行10間×梁間2間（実長は36.2×4.2メートル）である。東脇殿には建て替え痕がみられないことから、当初は正殿と西脇殿の2棟でL字形の構成だったものが、建て替え後に3棟でコの字形の構成に変わったものとみられる。
エリアの西端には西門とみられる建物跡がある。この門は、本遺跡の西0.8キロに位置する西下谷田遺跡の南門と直線的に結ばれる位置にある。両遺跡は互いに目視可能な近さにあり、両者の関連の深いことがうかがわれる。

### 正倉域
政庁域の南に位置する正倉域は、前述の瓦葺礎石建の大型倉庫(SB01)を中心に、50棟ほどの建物跡が確認されている。中心になる大型倉庫は瓦葺礎石建て、総柱の建物で、掘込地業を行って建てられていた。建物周囲には東西52メートル、南北36メートルの区画溝がめぐっていた。中心建物の周囲には桁行4間×梁間3間ないし桁行3間×梁間3間の総柱式の掘立柱建物跡が整然と建ち並んでいた。
大型倉庫は、ほぼすべての礎石が抜き取られていたが、規模は桁行14間×梁間4間（実長は31.4×9.0メートル）と推定された。2006年度から2013年度にかけての発掘調査で、本建物についてもくわしく再調査され、建物規模については従前の推定のとおりであることがわかった。また、2006年度から2013年度にかけての再調査により、この礎石建物ができる以前には総柱の掘立柱建物(SB171)が存在していたことがわかった。
正倉域と政庁域の間は東西方向の溝で画されているが、溝の途中に径25メートルの円墳が介在する。正倉域では少なくとも10基の円墳が削平されているが、上記の円墳1基のみが残っており、政庁域との区画のために意図的に残されたともみられる。

### 北方建物跡群
政庁域の北に位置する北方建物跡群は側柱式（総柱式と異なり、建物内部には密に柱を立てない）の掘立柱建物と平面長方形の特異な竪穴建物が中心となっている。

### 道路遺構
遺跡地の南東隅に古代の道路跡が確認されている。遺跡の南東コーナーの南に浅間神社古墳という古墳時代の円墳があるが、道路跡はこの円墳の北西側を削って北東方向へ伸び、台地の東端を切通す形で、東側の低地へ下っている。この道は、周囲の遺跡群との位置関係などから、古代の東山道の跡とみられる。道路は浅間神社古墳から南下しているものと思われていたが、2006年度から2013年度にかけての再調査により、南西方向へ伸びていることがわかった。
2006年度から2013年度にかけての再調査では、東山道に近い遺跡の南東部で、遺跡南端を区切る区画溝が約4.5メートルほど途切れている箇所のあることが確認された。その北側には、2本柱の門の跡とみられる遺構が2か所見つかっており、この場所に官衙の南側の入口があったと思われる。

### 出土品
土器、瓦などが出土しているが、平成の調査が範囲確認調査であったこともあり、出土遺物の量は多くない。人名文字瓦は、正倉域の大型倉庫の屋根に葺かれていたもので、平成の調査でも1,200点ほどが出土している。

## 官衙の変遷
官衙としての本遺跡の発展・衰退はI - IVの4期に分けて考えられている。I期は7世紀後半を中心とする時期で、官衙としての初期段階にあたる。II期は8世紀前半を中心とする時期で、政庁の正殿が建て替えられ、東西の脇殿が整備された。III期は8世紀後半を中心とする時期で、遺跡の性格に大きな変化があった。すなわち、政庁域と北方建物跡群が廃絶ないし移転し、正倉域のみが残る。正倉域では、中心となる大型倉庫とその周囲の区画溝が整備された。IVは9世紀前半を中心とする時期で、衰退期とみなされ、瓦葺礎石建ての大型倉庫は掘立柱建物となる。
本遺跡は正倉や政庁とみられる建物群の存在から、古代の河内郡衙跡とみられるが、本遺跡の性格については、近隣の西下谷田遺跡および多功遺跡との相互関連も含め、なお検討の余地がある。

## 文化財

### 重要文化財（国指定）
- 上神主・茂原官衙遺跡出土刻書瓦 1461点（附 刻書瓦残欠831点、軒丸・軒平・道具瓦59点）（考古資料） - 2024年（令和6年）8月27日指定[20]。

### 国の史跡
- 上神主・茂原官衙遺跡 - 2003年（平成15年）8月27日指定。